# Маккенна (Вашингтон)
Маккенна (англ. McKenna) — переписна місцевість (CDP) в США, в окрузі Пірс штату Вашингтон. Населення — 678 осіб (2020).

## Географія
Маккенна розташована за координатами 46°56′5″ пн. ш. 122°33′0″ зх. д. / 46.93472° пн. ш. 122.55000° зх. д. (46.934723, -122.549865).  За даними Бюро перепису населення США в 2010 році переписна місцевість мала площу 2,89 км², з яких 2,79 км² — суходіл та 0,10 км² — водойми.

## Демографія
Згідно з переписом 2010 року, у переписній місцевості мешкало 716 осіб у 236 домогосподарствах у складі 177 родин. Густота населення становила 248 осіб/км².  Було 250 помешкань (86/км²).
Расовий склад населення:
| - 90,1 % — білих - 2,0 % — чорних або афроамериканців - 0,8 % — азіатів - 0,4 % — корінних американців - 1,5 % — осіб інших рас |

До двох чи більше рас належало 5,2 %. Частка іспаномовних становила 4,9 % від усіх жителів.
За віковим діапазоном населення розподілялося таким чином: 23,7 % — особи молодші 18 років, 60,7 % — особи у віці 18—64 років, 15,6 % — особи у віці 65 років та старші. Медіана віку мешканця становила 41,0 року. На 100 осіб жіночої статі у переписній місцевості припадало 93,0 чоловіків;  на 100 жінок у віці від 18 років та старших — 90,9 чоловіків також старших 18 років.
Середній дохід на одне домашнє господарство  становив 71 856 доларів США (медіана — 71 490), а середній дохід на одну сім'ю — 75 128 доларів (медіана — 73 083). За межею бідності перебувало 1,1 % осіб, у тому числі 0,0 % дітей у віці до 18 років та 0,0 % осіб у віці 65 років та старших.
Цивільне працевлаштоване населення становило 380 осіб. Основні галузі зайнятості: будівництво — 28,7 %, транспорт — 19,2 %, освіта, охорона здоров'я та соціальна допомога — 14,5 %.